# 道徳的個別主義
道徳的個別主義（英: Moral particularism または 英: Ethical particularism）は、倫理学における立場の一つ。あらゆるタイプの事例に利用、適用できるような道徳原理、すなわち全ての場合について正しい行い・正しくない行いを規定してくれるような一般的な規則はない、と考える立場。具体的な道徳的な判断は個別の事例それぞれについて行われるとする。特殊主義とも訳される。あらゆる事例に適用できる普遍的な道徳原理があると考える普遍主義(generalism)の立場と対立する。
個別主義の立場を取る代表的な人物にジョナサン・ダンシー（Jonathan Dancy）がいる。ダンシーは道徳原理は、具体的な行動を導き出してくれるようなハッキリとしたルールではなくゆるい指針であり、それに頼ると時に判断を誤らせる可能性さえあるものとする。

## 文献
- Dancy, Jonathan (2004). Ethics without principles, Oxford: Oxford University Press. ISBN 978-0199270026